# Dante Rigo
Dante Rigo (Tremelo, 11 dicembre 1998) è un calciatore belga, centrocampista del Grenoble.

## Caratteristiche tecniche
Regista dotato di grande visione di gioco, con un’ottima tecnica individuale e doti da assist-man, è abile nei calci piazzati.

## Carriera

### Club
Cresciuto nel settore giovanile del PSV, ha esordito in prima squadra il 21 settembre 2017, nella partita di Coppa d’Olanda vinta per 0-4 contro il Putten. 
Non trovando spazio in prima squadra, il 20 giugno 2019 viene ceduto in prestito allo Sparta Rotterdam e in seguito all'ADO Den Haag.
Tornato dai prestiti nella prima metà della stagione 2021-2022, viene aggregato al Jong PSV, tuttavia il 4 gennaio 2022 si trasferisce a titolo definitivo al Beerschot VA.

### Nazionale
Ha giocato nelle nazionali giovanili belghe Under-15, Under-16, Under-17, Under-18, Under-19 ed Under-21.

## Statistiche

### Presenze e reti nei club
Statistiche aggiornate al 29 agosto 2018.
| Stagione             | Squadra              | Campionato           | Campionato | Campionato | Coppe nazionali | Coppe nazionali | Coppe nazionali | Coppe continentali | Coppe continentali | Coppe continentali | Altre coppe | Altre coppe | Altre coppe | Totale | Totale | Totale |
| Stagione             | Squadra              | Comp                 | Pres       | Reti       | Comp            | Pres            | Reti            | Comp               | Pres               | Reti               | Comp        | Pres        | Reti        | Pres   | Reti   |        |
| -------------------- | -------------------- | -------------------- | ---------- | ---------- | --------------- | --------------- | --------------- | ------------------ | ------------------ | ------------------ | ----------- | ----------- | ----------- | ------ | ------ | ------ |
| 2016-2017            | PSV Eindhoven        | E                    | 0          | 0          | CO              | 0               | 0               | UCL                | -                  | -                  | SO          | 0           | 0           | 0      | 0      |        |
| 2017-2018            | PSV Eindhoven        | E                    | 2          | 0          | CO              | 1               | 0               | UEL                | -                  | -                  | -           | -           | -           | 3      | 0      |        |
| 2018-2019            | PSV Eindhoven        | E                    | 3          | 1          | CO              | 0               | 0               | UCL                | 0                  | 0                  | SO          | 0           | 0           | 3      | 1      |        |
| Totale PSV Eindhoven | Totale PSV Eindhoven | Totale PSV Eindhoven | 5          | 1          |                 | 1               | 0               |                    | 0                  | 0                  |             | 0           | 0           | 6      | 1      |        |
| Totale carriera      | Totale carriera      | Totale carriera      | 5          | 1          |                 | 1               | 0               |                    | 0                  | 0                  |             | 0           | 0           | 6      | 1      |        |

## Palmarès

### Club

#### Competizioni nazionali
- Campionato olandese: 1

PSV: 2017-2018
- Coppa dei Paesi Bassi: 1

PSV: 2021-2022
- Supercoppa dei Paesi Bassi: 1

PSV: 2016